# Gonatocerus thyrides
Gonatocerus thyrides är en stekelart som först beskrevs av Debauche 1948.  Gonatocerus thyrides ingår i släktet Gonatocerus och familjen dvärgsteklar. Inga underarter finns listade i Catalogue of Life.